# Albrecht IV. (Habsburg)

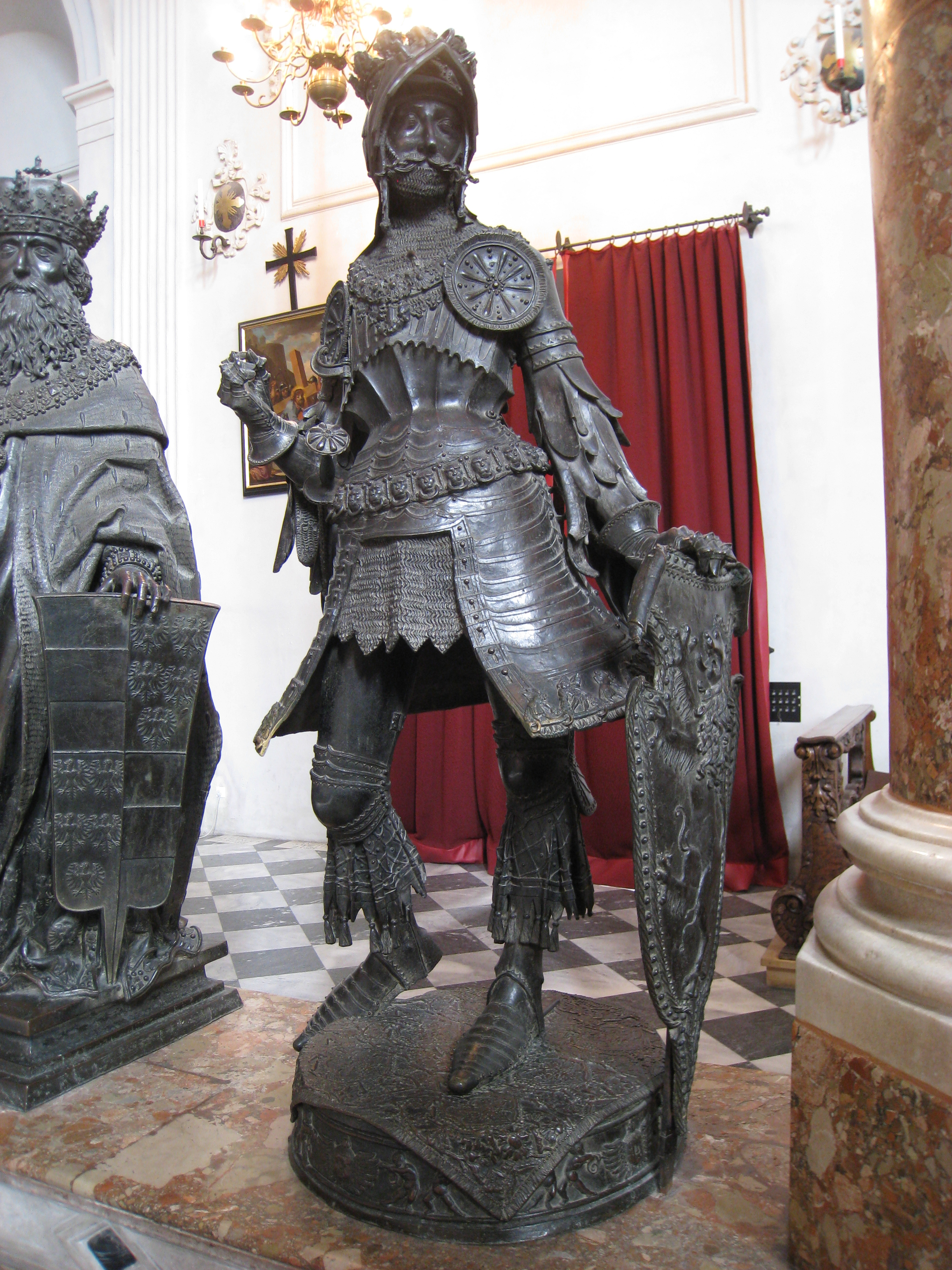
Graf Albrecht IV. von Habsburg, Bronzestatue, Hofkirche Innsbruck

Albrecht IV., Graf von Habsburg (* um 1188; † 25. November 1239 in Askalon; genannt der Weise auch der Reiche) war Graf im Aargau und Frickgau mit der Habsburg, Brugg, Bremgarten und Muri, Landgraf im Oberelsass und Feldhauptmann von Straßburg und Vogt des Klosters Säckingen.

## Leben
Albrecht war ein Sohn des Grafen Rudolf II. von Habsburg und der Agnes von Staufen. Nach dem Tod seines Vaters teilte er sich mit seinem Bruder Rudolf III. (der Schweigsame) das Erbe.
Um 1217 heiratete er Heilwig von Kyburg († nach 1263), Tochter des Grafen Ulrich III. und der Anna von Zähringen. Mit ihr hatte er insgesamt fünf Kinder: die Söhne Rudolf IV., der als Rudolf I. der erste römisch-deutsche König aus dem Geschlecht der Habsburger wurde, Albrecht V., Domherr in Basel und Straßburg, und Hartmann, sowie die Tochter Kunigunde (die mit Heinrich III. von Küssenburg eine kinderlose Ehe führte) und eine weitere Tochter unbekannten Namens.
1228 erfocht er im habsburgischen Erbschaftsstreit als Feldhauptmann der Stadt und des Bischofs von Straßburg den Sieg von Blodelsheim über die Grafen von Pfirt. Albrecht war ein Anhänger der Staufer. Er nahm an der Reichsversammlung in Worms im Frühjahr 1231 teil, auf der unter anderem das sogenannte Statutum in favorem principum erlassen wurde.
Albrecht IV. wurde als Gründer von Waldshut vermutet; laut der Chronik des Clevi Fryger geschah dies im Jahr 1249. Die Existenz der Stadt ist jedoch erst ab 1256 sicher bezeugt, so dass ein früheres Gründungsjahr nicht haltbar ist.
Albrecht IV. beteiligte sich am Kreuzzug der Barone und starb während der Befestigung der Burg Askalon an der Pest.